# Bojana Ordinačev
Bojana Ordinačev (Novi Sad, 14. kolovoza 1980.) je srbijanska kazališna i televizijska glumica (podrijetlom je Makedonka, a rodbina joj je iz okolice Skoplja).

## Filmografija

### Televizijske uloge
- "Junaci mašeg doba" kao televizijska reporterka (2019.)
- "Istine i laži" kao Kristina Bajčetić (2017.—2019.)
- "Andrija i Anđelka" kao Marisa i Sandra (2016.)
- "Urgentni centar" kao doktorica Anđela Nedović (2014.-2015.)
- "Pjevaj, brate!" kao Komšinica
- "Moj rođak sa sela" kao Svetlana (2010.)
- "Pare ili život" kao Anita (2010.)
- "Zauvijek mlad" kao bankarska službenica (2009.)
- "Zakon ljubavi" kao Iris Vujičić (2008.)
- "Ne daj se, Nina" kao Patricija Vučković (2007. – 2008.)
- "Caravaggio" kao Anna Bianchini (2007.)
- "Jelena" kao Helen Despotović Milijaš (2004. – 2005.)
- "M(j)ešoviti brak" kao Ljiljana (2003.)

### Filmske uloge
- "Vivegam" kao djevojka (2017.)
- "Zona Zamfirova - drugi dio" kao mušterija (2017.)
- "Crnci" kao radijska voditeljica (2009.)

## Vanjske poveznice
- Bojana Ordinačev u internetskoj bazi filmova IMDb-u (engl.)